# Вулиця Танкістів (Київ)
Ву́лиця Танкі́стів — вулиця в Солом'янському районі міста Києва, місцевість Новокараваєві дачі. Пролягає від вулиці Героїв Севастополя до Олекси Гірника вулиці.
Прилучається Попільнянська вулиця.

## Історія
Вулиця утворилася на початку 40-х років XX століття під назвою 213-та Нова (повноцінно забудована з кінця 1940-х років). Сучасна назва — з 1944 року.